# 120 pr. n. št.

## Smrti
- Hiparh, grški astronom, geograf, matematik (približni datum) (* okoli 190 pr. n. št.)
- Mitridat V. Pontski (* ni znano)